# Ideologia (canção)
"Ideologia" é a faixa-título do terceiro álbum solo, Ideologia de 1988, do cantor de rock brasileiro Cazuza, tendo sido composta pela aclamada parceria do cantor com Roberto Frejat. Foi a quinta musica mais tocando no seu ano de lançamento.. " É junto a "Exagerado" e a "O Tempo Não Pára" uma das músicas de maior sucesso do cantor. "Ideologia" foi escolhida como uma das 100 Maiores Músicas Brasileiras de Todos os Tempos pela Revista Rolling Stone Brasil.
"Ideologia" foi uma das primeiras letras escritas por Cazuza após ter descoberto ser soropositivo, o que se mostra no verso "O meu prazer agora é risco de vida".

## Videoclipe
A canção teve um videoclipe que foi dirigido por Ana Arantes e originalmente lançado no Fantástico, o clipe começa com vários símbolos político e religiosos formado a palavra Ideologia como na capa do álbum, o resto do clipe mostra varias cenas com simbolizo políticos, religioso e etc. Por exemplo, Cazuza cantada em cima de uma televisão.
O clipe foi originalmente censurado pela Globo por conter duas cenas considerado religiosamente ofensiva pela rede, a primeira no inicio do vídeo quanto uma suástica é mostrado entre vários símbolos político e religioso e a segunda quanto é mostrado o Cazuza sendo crucificando do vídeo, na semana seguinte a globo transmitiu o clipe, agora totalmente sem censura.

## Prêmios e indicações
| Ano  | Prêmio                      | Categoria          | Resultado | Ref.  |
| ---- | --------------------------- | ------------------ | --------- | ----- |
| 1988 | Prêmio da Música Brasileira | Música de pop/rock | Indicado  | [ 8 ] |